# ليو ماركهام
ليو ماركهام (بالإنجليزية: Leo Markham)‏ هو لاعب كرة قدم بريطاني في مركز الدفاع، ولد في 22 مارس 1953 في هاي ويكومب في المملكة المتحدة. لعب مع نادي واتفورد ونادي ويمبلدون.